# Chery eQ5

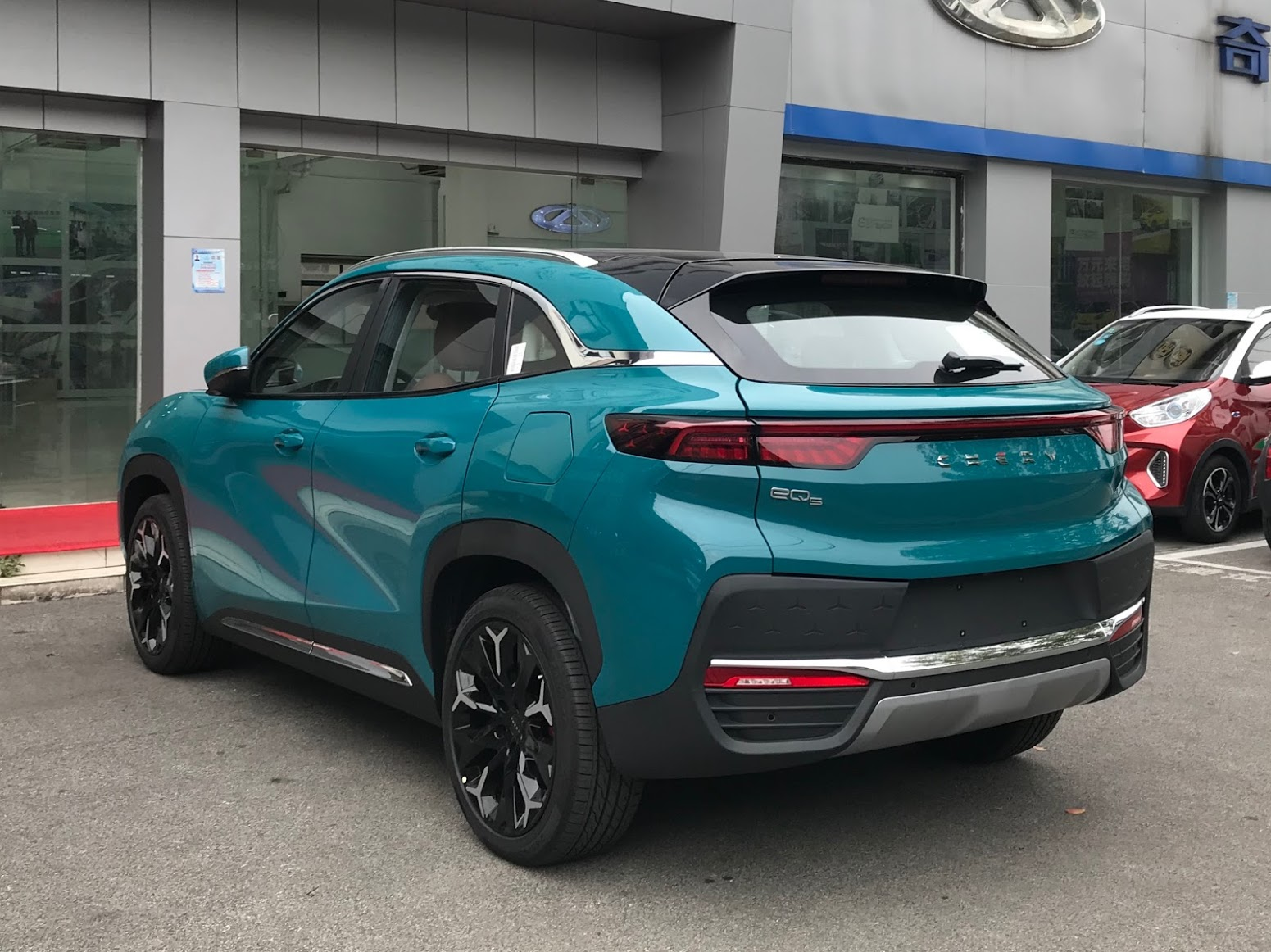
Вид сзади

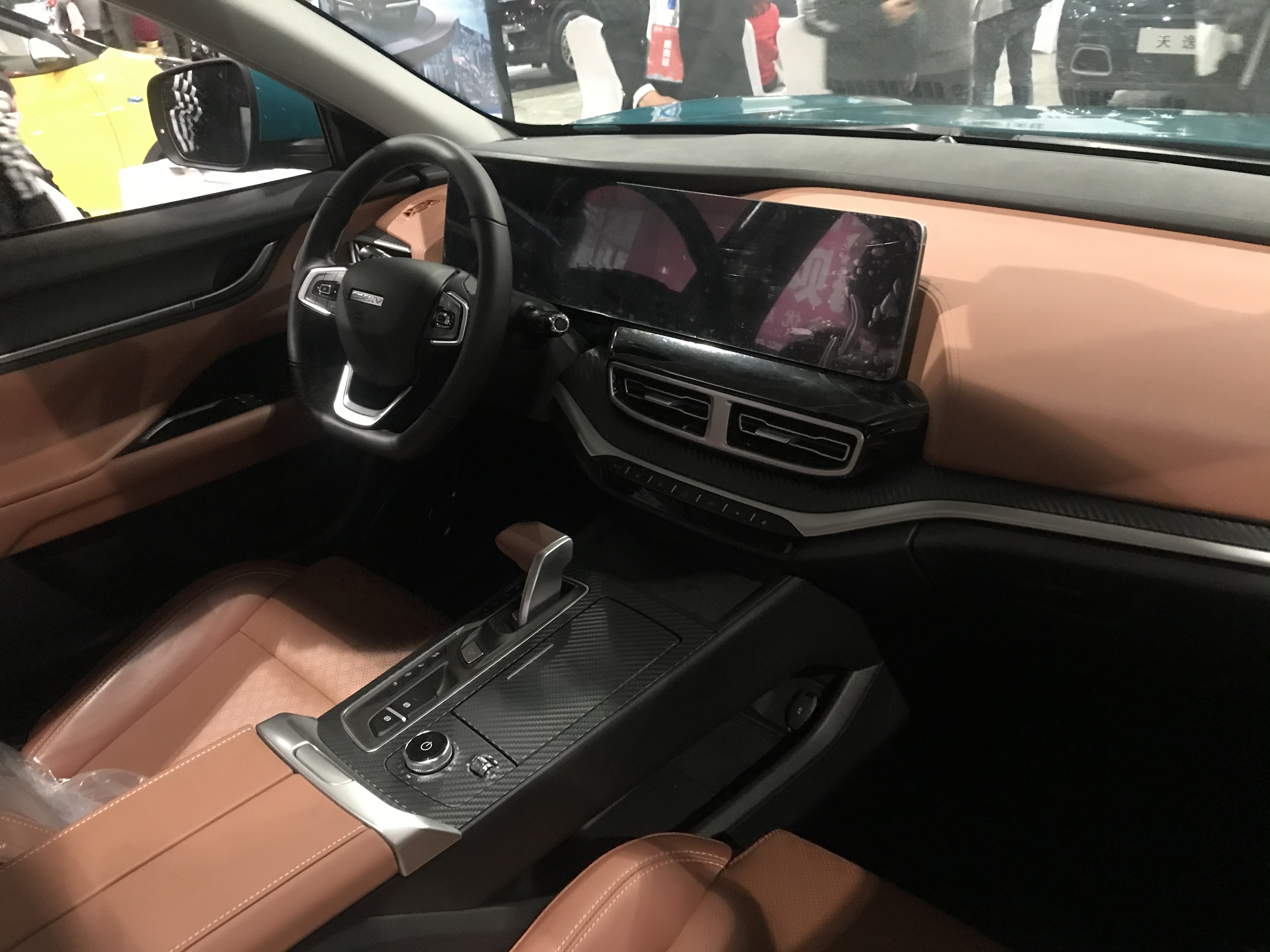
Интерьер

Chery eQ5 — компактный электромобиль-кроссовер, выпускавшийся китайской компанией Chery с 2020 по 2023 год.

## История
В августе 2019 года было упомянуто, что компания Chery разрабатывает алюминиевую платформу для полностью электрических автомобилей. К 2020 году было построено три прототипа: S81, S61 и S57, которые являются купеобразными внедорожниками с электрической системой полного привода. Chery S61 был представлен в августе 2020 года, а в сентябре начались продажи автомобилей.

## Особенности
Chery eQ5 базируется на платформе Smart vehicle от Chery LFS из высокопрочного алюминиево-магниевого сплава, вес которой на 60% меньше платформы обычного автомобиля. Масса составляет 94,4 кг.
На момент запуска планировались три заднеприводных варианта, включая маломощный, стандартный и высокопроизводительный, с заднемоторной компоновкой. Двигатель питается от литий-ионных аккумуляторов ёмкостью 70,1—88 кВт⋅ч, а номинальный запас хода по циклу NEDC составляет 510—620 километров. Масса двигателя составляет 456 кг.